# Trinucleidae
De Trinucleidae zijn een familie van kleine tot middelgrote trilobieten die verschenen aan het begin van het Ordovicium en uitstierven aan het eind van die periode. De familie telt ongeveer 227 soorten, verdeeld over 51 geslachten in 5 onderfamilies. Het meest opvallende kenmerk is de grote geperforeerde zoom rondom het kopschild.

## Beschrijving
De Trinucleidae hebben een relatief groot kopschild, dat wordt gekenmerkt door een zeer gewelfde peervormige glabella, en door diepe groeven van de wangen is gescheiden. Ook die wangen zijn vaak gewelfd, maar minder. Aan de voor- en zijkanten van deze drie welvingen ligt een brede zoom, die vaak naar buiten helt en wordt geperforeerd door poriën. Deze poriën staan bij de vroegste geslachten in een rij alleen aan de voorzijde, en bij iets latere soorten verder onregelmatig verdeeld, maar bij latere soorten staan ze grotendeels in rijen evenwijdig aan de rand, en bogen min of meer loodrecht op de rand. Het lijf (of thorax) bestaat uit zes korte maar brede segmenten, met een omtrek die een voortzetting is van de wangen. De as is smal, minder dan ⅓× zo breed als elk van de ribben (of pleurae) aan de zijkanten. Het staartschild is klein, ongeveer breed driehoekig. De as smal driehoekig en bereikt de rand. De axiale ringen en ribben worden minder opvallend verder naar achteren.

## Leefwijze
Trinucleidae leefden in dieper water. In eerste instantie werd aan de poriën in de zoom een zintuiglijke functie toegedicht. De suggestie van enkele wetenschappers dat de poriën echter een rol spelen bij het filteren van voedseldeeltjes spelen lijkt nu algemeen aanvaard.

## Verspreiding
Myinda en Myindella zijn de vroegste geslachten van deze familie en komen voor tijdens het Onder-Tremadocien in Avalonia. De familie begon te diversifiëren in het Floien, onderging een grote diversificatie tijdens het Darriwilien en bleef belangrijk tot hij uitstierf aan het eind van het Ordovicium. Tijdens het Onder-Ordovicium was de familie aanwezig in Gondwana en nabije microcontinenten, maar in het Dapingien verspreidde hij zich ook naar Baltica en Laurentia, en behield vervolgens zijn kosmopolitische verspreiding.